# Stilobezzia basizonata
Stilobezzia basizonata är en tvåvingeart som beskrevs av Tokunaga 1963. Stilobezzia basizonata ingår i släktet Stilobezzia och familjen svidknott. Inga underarter finns listade i Catalogue of Life.